# Basilique Saint-Materne de Walcourt
Pour les articles homonymes, voir Basilique Notre-Dame et Notre-Dame.
La basilique Saint-Materne (également connue sous le vocable de basilique Notre-Dame de Walcourt) est un édifice religieux catholique du XIe siècle sis à Walcourt, en Belgique. D'origine romane, la collégiale primitive est transformée en église gothique à cinq nefs au Moyen Âge. Reconnaissant sa grande popularité comme sanctuaire marial, Pie XII élève la collégiale Saint-Materne au rang de basilique mineure le 23 mai 1950.

## Histoire

### Origine et fondation
Une première église romane dédiée à saint Materne, qui aurait évangélisé la région au IVe siècle, est construite par Oduin, seigneur de Walcourt, et consacrée en 1026 par Réginard, évêque de Liège car Walcourt, bien qu'en Comté de Namur, pour le temporel, faisait partie du diocèse de Liège. Une charte datée du 1er juin 1026 en fait foi. Un généreux don d’Oduin permet la fondation d’un chapitre de huit chanoines ; ainsi l’église devient «église collégiale».  

### Notre-Dame de Walcourt
En 1228 un incendie ravage la collégiale. Alors qu’elle est presque entièrement détruite, la statue de la Vierge, œuvre des mains de saint Materne lui-même (d’après une pieuse tradition), qui se trouvait dans l’église apparaît au-dessus des flammes et se pose sur un arbre dans un jardin voisin. On ne parvient pas à la faire descendre. Thierry II, seigneur de Walcourt est appelé. Il arrive sur les lieux et promet de reconstruire la collégiale et de fonder un monastère : c’est l’abbaye du Jardinet. 

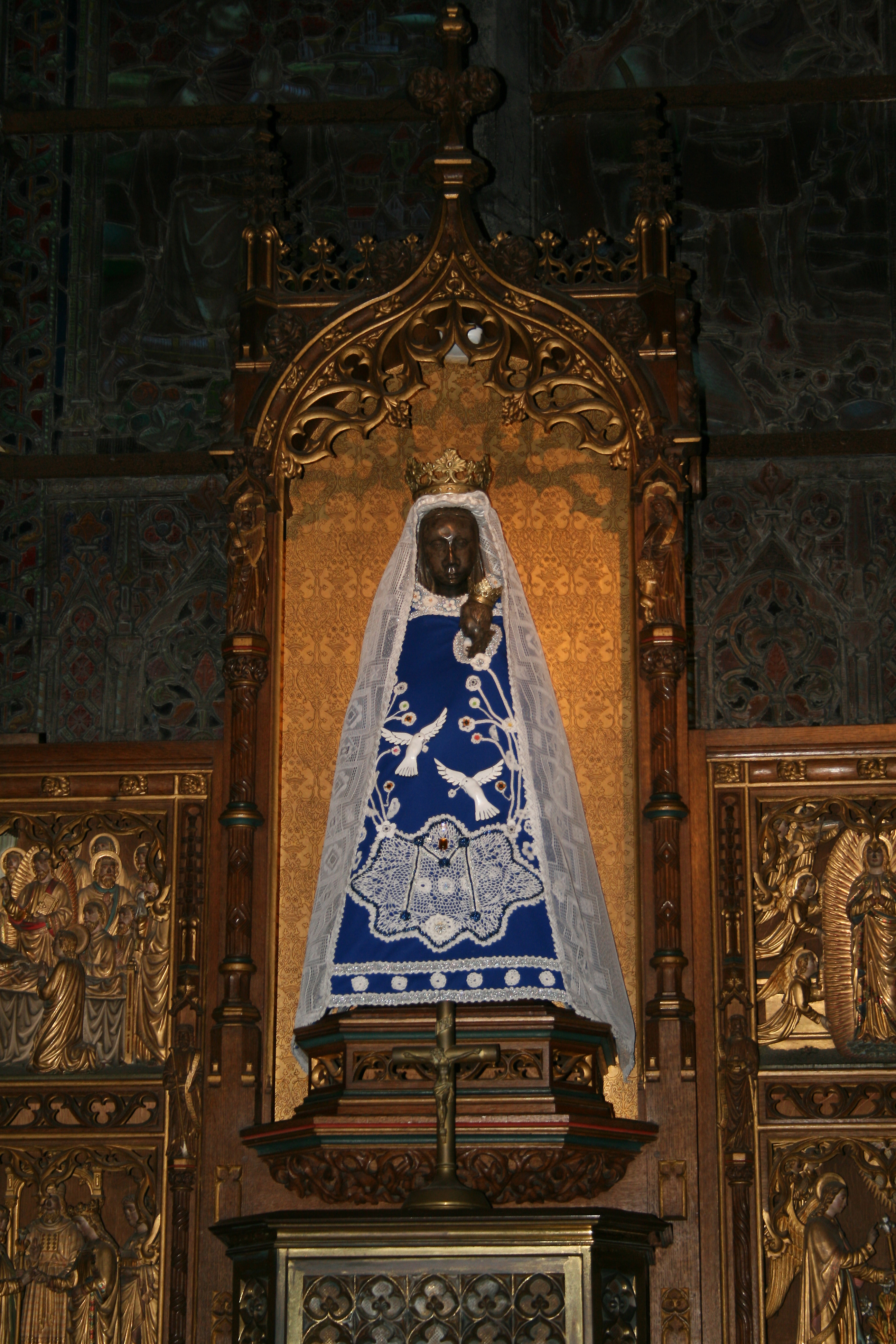
Notre-Dame de Walcourt.

Au-delà de la légende les faits sont que le chœur de la collégiale est effectivement reconstruit entre 1225 et 1250 et que, par une charte de 1232, Thierry II de Walcourt (1192-1234) fonde en effet une abbaye de moniales cisterciennes, leur donnant de plus leurs moyens de subsistance. 
Depuis le XIIIe siècle la ‘statue miraculeuse’ attire les foules, et malgré les vicissitudes des temps, avec leurs pillages suivis de reconstructions, le sanctuaire marial reste populaire. Au Moyen Âge nombreux étaient les pécheurs repentis qui en guise de pénitence faisaient un pèlerinage à Notre-Dame de Walcourt. 
En 1329 en reconnaissance de l’intervention de la Vierge Marie lors d’une épidémie de peste qui ravage la ville une procession est organisée qui circule à travers toute la seigneurie de Walcourt. C’est la première marche qui deviendra plus tard le Grand tour de la Trinité. 
Les pèlerins y sont de plus en plus nombreux. Même si un sérieux coup de frein est donné au pèlerinage par les troupes révolutionnaires françaises, il reprend de plus belle au XIXe et XXe siècle. En 1907 on dénombre 40 000 personnes prenant part à la procession, le jour de la Sainte Trinité.

## Description

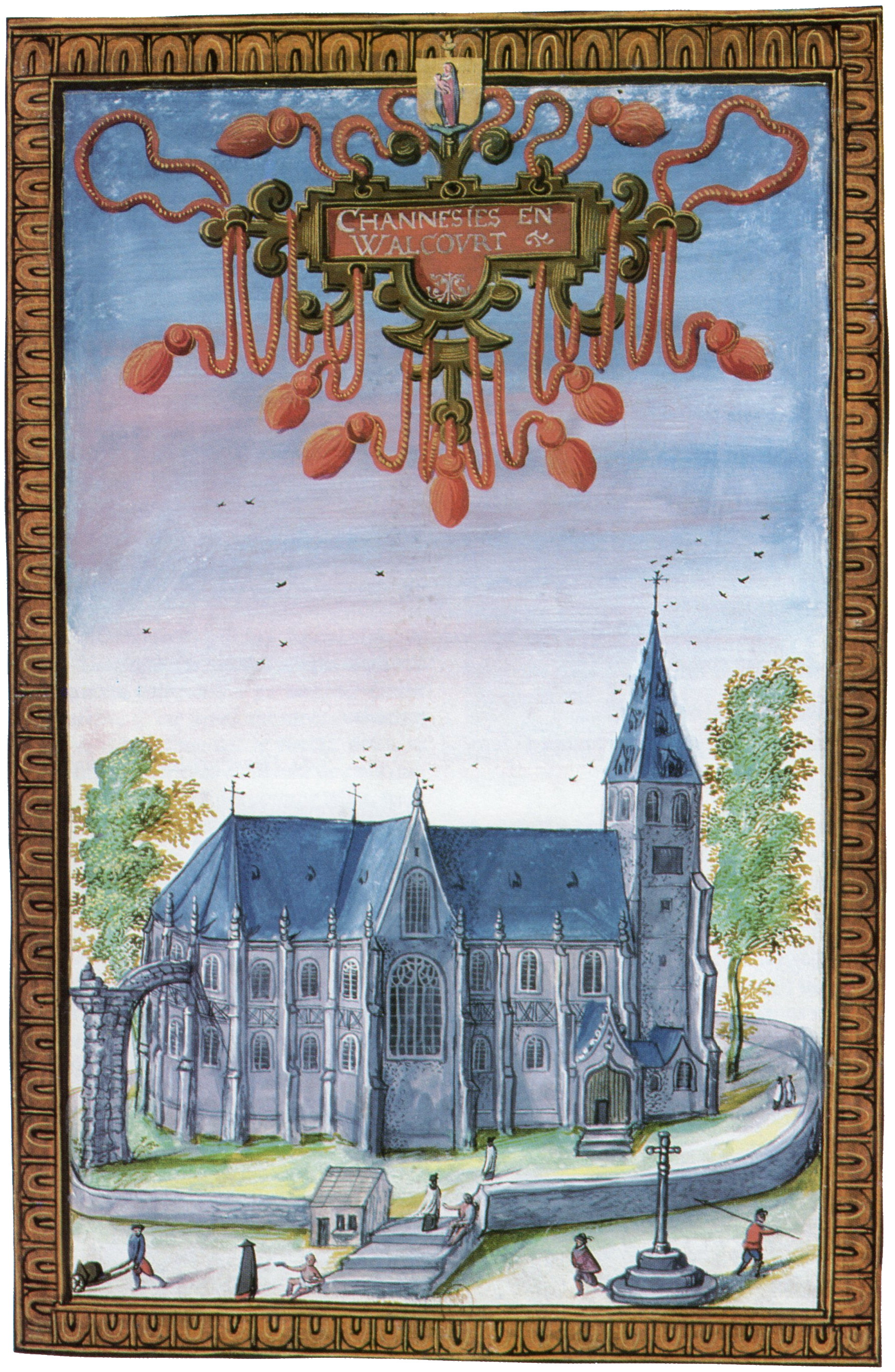
L'édifice en 1604 (Albums de Croÿ).

Sise sur un éperon rocheux dominant d’une trentaine de mètres le confluent des rivières d’Eau d'Heure et de l’Yves, la basilique est visible de loin et impressionne par ses dimensions. Son clocher du XVIIe siècle flanqué au départ de la flèche de quatre tourelles et surmonté d’un bulbe caractéristique est l’image emblématique de Walcourt. La flèche fut construite en 1621 par un certain Jean le Coustre, maître charpentier à Beaumont, qui avait construit vers 1616 la flèche de l'église de Solre-le-Château dans une forme semblable. Elle fut reconstruite en 1926.
Si certaines parties basses et les fondations trahissent la présence d’un édifice antérieur de style roman l’édifice actuel est largement gothique de style. Le clocher à bulbe est gothique. Le chœur, circonscrit d’un déambulatoire sans chapelle, est du XIIIe, de même que les grandes fenêtres géminées. Le transept (XIVe siècle) forme avec le chœur et la nef une croix presque grecque. L’ensemble a 53 mètres de long sur 27 mètres au transept, le clocher s’élevant à 64 mètres.
Divers artefacts plus modernes jonchent le lieu de culte ; l'entrée du vaisseau comporte un distributeur de boissons reconverti en distributeur de cartes postales et prospectus touristiques. Des caméras, de couleur blanche et très visibles sont disposées à titre de prévention contre le vol.

## Patrimoine

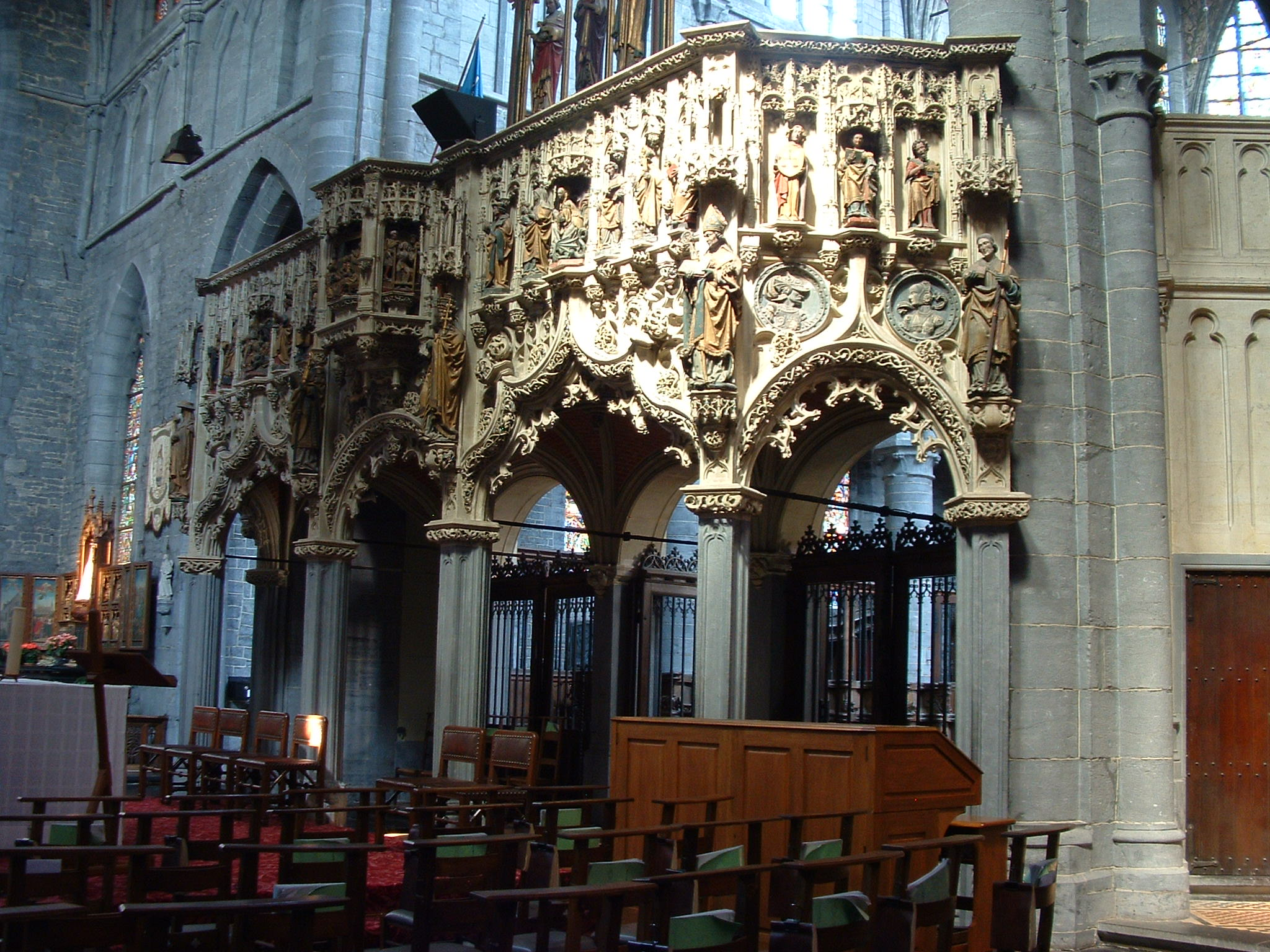
Jubé de la basilique Saint-Materne.

- Un remarquable jubé en pierre blanche ferme le chœur en le séparant du transept. Il est daté de 1531. Vingt-neuf niches abritent des statuettes des saints régionaux et personnages bibliques ; elles sont de dimension et style divers. Surmonté d'un calvaire de grande dimension le jubé est timbré aux armes de Charles Quint, ce qui fait penser qu'il fut peut-être offert par l’empereur.

- La statue de Notre-Dame, sculptée dans du bois de tilleul, est de style roman. Elle semble dater de la fin du premier millénaire. La Vierge est assise, de face, tenant sur ses genoux l’Enfant Jésus (qui regarde dans une autre direction). Depuis le XVIIe siècle les deux visages sont recouverts d’un masque d’argent qui, noirci au fil des temps, donne à l’ensemble l’allure d’une « Vierge noire ». La statue est placée sur l’autel du transept gauche de la basilique.

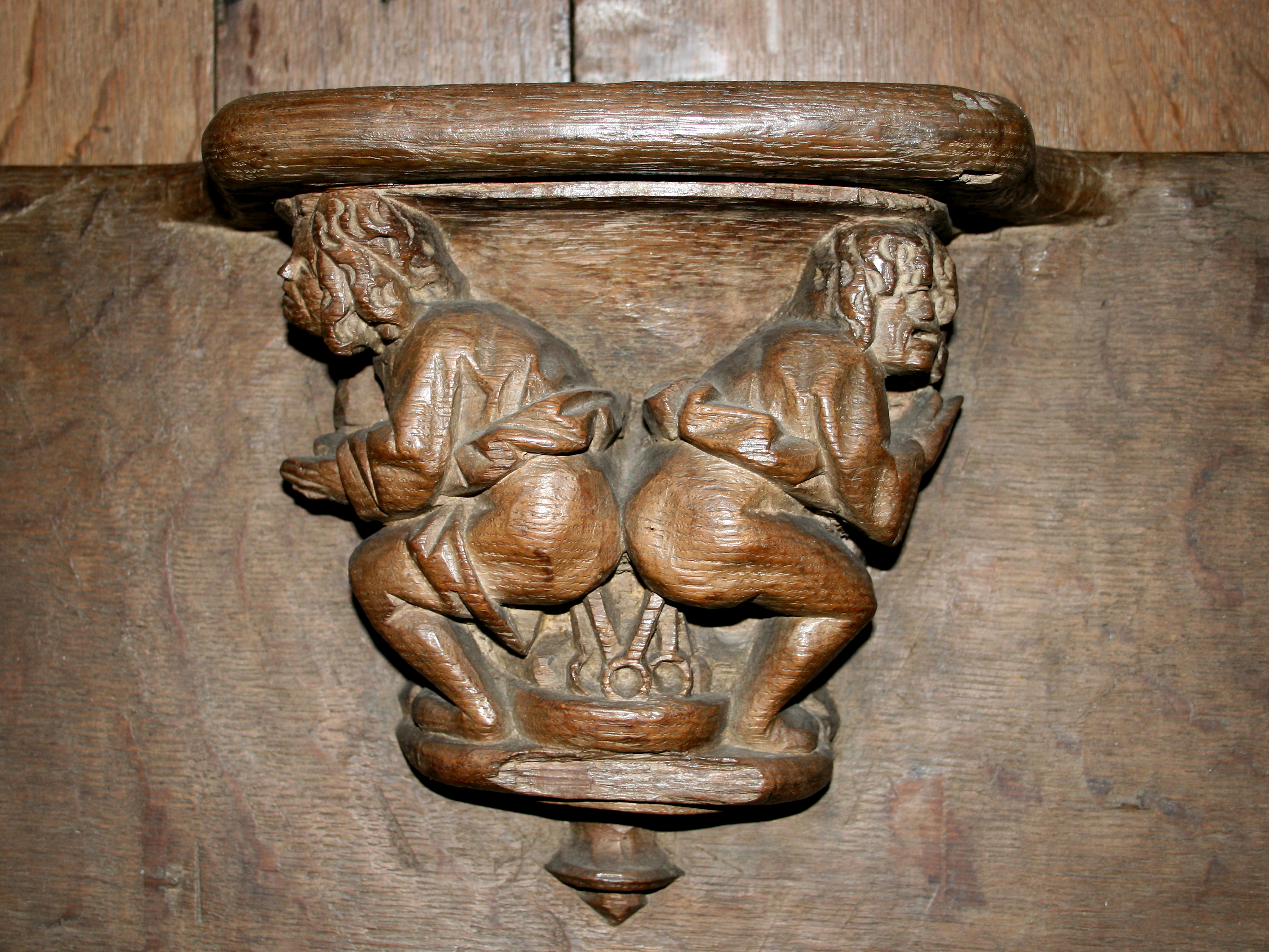
Miséricorde irrévérencieuse des stalles de Saint-Materne.

- Les stalles en chêne du chœur datent du début du XVIe siècle. Leurs miséricordes sont raffinées et décrivent, souvent sur un mode satirique, des scènes de la vie quotidienne.

- Le trésor de la basilique comprenant de précieux objets liturgiques, entre autres deux pièces d'orfèvrerie mosane, des reliquaires du XIIIe siècle (l’un d’eux contiendrait un fragment de la Croix du Christ). Ils sont attribués à Hugo d'Oignies ou à quelque orfèvre de son école. Le trésor est conservé au presbytère.